# Wouter van Pelt
Wouter van Pelt (* 23. April 1968 in Alphen aan den Rijn) ist ein ehemaliger niederländischer Hockeyspieler, der bei den Olympischen Spielen 1996 und 2000 die Goldmedaille gewann.

## Sportliche Karriere
Der 1,78 m große Wouter van Pelt bestritt 238 Länderspiele für die niederländische Nationalmannschaft Der defensive Mittelfeldspieler debütierte 1989 in der Nationalmannschaft. Bei den Olympischen Spielen 1992 unterlagen die Niederländer im Halbfinale der australischen Mannschaft. Im Spiel um den dritten Platz siegte die Mannschaft Pakistans mit 4:3, die Niederländer wurden Vierte. Zwei Jahre später trafen die Mannschaften der Niederlande und Pakistans im Finale der Weltmeisterschaft 1994 in Sydney erneut aufeinander, die Niederländer unterlagen im Finale den Pakistanern im Siebenmeterschießen. Bei den Olympischen Spielen 1996 siegten die Niederländer im Halbfinale über die deutsche Mannschaft. Im Finale gewannen die Niederlande gegen die Spanier mit 3:1. Zwei Jahre später trafen die Niederländer im Finale der Weltmeisterschaft 1998 in Utrecht erneut auf die Spanier und gewannen den Titel mit 3:2. Bei den Olympischen Spielen 2000 gewannen die Niederländer das Halbfinale gegen Australien mit 5:4 im Siebenmeterschießen, nachdem vorher kein Tor gefallen war. Das Finale gegen Südkorea endete mit 3:3, im Penaltyschießen gewannen die Niederländer mit 5:4. Wouter van Pelt verwandelte sowohl im Halbfinale als auch im Finale seinen Siebenmeter.